# Пинкисевич, Пётр Наумович
Пётр Наумович Пинкисевич (8 июня 1925, Бодайбо — 6 февраля 2004, Москва) — советский и российский художник график и иллюстратор. Член Союза художников СССР (1955). Заслуженный художник РСФСР (1973). Народный художник РСФСР (1985).

## Биография
Родился 8 июня 1925 года в городе Бодайбо, Иркутской области.
С 16 февраля 1943 года после окончания Ленинградской художественной школы, в возрасте семнадцати лет был призван в ряды Рабоче-Крестьянской Красной армии и после прохождения трёхмесячных курсов при военном училище был направлен в действующую армию на фронт. Участник Великой Отечественной войны в составе 37-й механизированной бригады — младший лейтенант, командир взвода противотанковой батареи 1-го мото-стрелкового батальона. Воевал в составе 1-го Белорусского фронта, 17 января 1945 года был ранен в ногу в боях за город Варшава. За отвагу и героизм проявленные в период Великой Отечественной войны был награждён орденом Отечественной войны 1-й степени и медалью «За отвагу».
С 1946 года после демобилизации из рядов Советской армии начал работать художником-оформителем Студии военных художников имени М. Б. Грекова. С 1952 года помимо основной деятельности в Студии военных художников, начал работать художником-иллюстратором в журналах «Смена» и «Огонёк». С 1952 года был участником зональных, республиканских и всесоюзных выставок, в 1966 и в 1976 году был участником своих персональных выставок в области книжной иллюстрации и графики.
Основные художественные работы в области графики и иллюстрации: в журнале Смена — «Парень с журавлиного озера» (1952), «Подвиг» (1953), «Рассказ о первой любви» и «Пятеро в подъезде» (1955), «В новогоднюю ночь», «Норка», «Кузьма-укрепитель» и «Стакан молока» (1956), «Плечо товарища» (1958), «Возвращение Джона», «Знакомое лицо» и «Свадьба» (1959), «Дуглас Вест» и «Всем, кто меня слышит» (1961), «Запретная зона» (1962), «Богиня Победы» (1966), «Тайник» (1970), «Олеся» и «Угрюм-река» (1982); в журнале Огонёк — «Выбор» (1981), «Декада», «Дверной молоток» и «Последняя акция Лоренца» (1982), «Чужое оружие» (1983), «Москва, 41-й» и «Конец Сократа» (1984), "Капитан «Сюзан Дрю» (1985); живописные циклы «Оборона Сталинграда» (1947), «Оборона Севастополя» (1949), «Освобождение Новороссийска» (1950), Б. Л. Васильева «А зори здесь тихие» (1972); Иллюстрирование произведений таких авторов как — Д. Н. Мамин-Сибиряк, М. А. Шолохов, И. С. Тургенев, И. А. Гончаров, Б. Л. Васильев, Оноре де Бальзак, Ги де Мопассан, В. Гюго, Джек Лондон, Джонатан Свифт, Т. Драйзер, Дж. Голсуорси, Э. М. Ремарк.
С 1955 года П. Н. Пинкисевич являлся членом Союза художников СССР.
В 1973 году Указом Президиума Верховного Совета РСФСР «за заслуги в области изобразительного искусства» П. Н. Пинкисевичу было присвоено почётное звание — Заслуженный художник РСФСР.
В 1985 году Указом Президиума Верховного Совета РСФСР «за заслуги в области изобразительного искусства» П. Н. Пинкисевичу было присвоено почётное звание — Народный художник РСФСР.
Скончался 6 февраля 2004 года в городе Москве, похоронен на Донском кладбище., участок  4 . Здесь же похоронена  дочь Пинкисевич Марина Петровна (псев. Петрова 1955-2015) -художник-иллюстратор, мастер книжного и журнального рисунка

## Награды
- Орден  Отечественной войны I степени (1985)
- Медаль «За отвагу» (02.08.1945[3])
- Медаль «За боевые заслуги» (03.11.1953[3])
- Медаль «За победу над Германией в Великой Отечественной войне 1941—1945 гг.» (09.05.1945[3])
- Медаль «За освобождение Варшавы» (09.06.1945[3])
- Медаль «В ознаменование 100-летия со дня рождения Владимира Ильича Ленина»

### Звания
- Народный художник РСФСР (1985[7])
- Заслуженный художник РСФСР (1973[6])